# José Balta
José Balta y Montero (Lima, 25 de abril de 1814-Lima, 26 de julio de 1872) fue un militar y político peruano que ocupó la presidencia constitucional del Perú de 1868 a 1872, sumando así 51 años de presidentes militares del Perú después de la independencia. Durante su gobierno se firmó el Contrato Dreyfus para la explotación del guano, y se endeudó fuertemente el país con grandes empréstitos en Europa para iniciar un ambicioso programa de construcción de obras públicas, entre ellos los ferrocarriles de penetración de la costa a la sierra.
En 1872, por primera vez un candidato no militar, Manuel Pardo, ganó la elección presidencial. Los militares temieron perder los privilegios de que hasta entonces gozaban, y antes de que José Balta terminase su mandato fue derrocado por un golpe de Estado militar dirigido por cuatro coroneles y hermanos Gutiérrez. Apresado e internado en un cuartel, fue asesinado poco después mientras dormía en su celda.

## Carrera militar
Fue hijo del arquitecto catalán Juan Balta Brú y de la limeña Agustina Montero Casafranca. Su padre fue un emigrado político que había huido de Cataluña por sus ideas separatistas contra la Corona española.
Desde muy joven, José Balta se interesó por la carrera de armas. En 1830, con tan solo dieciséis años, ingresó al Colegio Militar, del que se graduó tres años después con el grado de subteniente. Como integrante del batallón «Piquiza» defendió al gobierno del general Luis José de Orbegoso en el sitio del Callao y en la batalla de Huaylacucho (1834). Secundó luego el golpe de Felipe Santiago Salaverry y obtuvo el grado de capitán (1835). Luchó contra la intervención boliviana actuando en las batallas de Uchumayo y Socabaya (1836). Fue tomado prisionero y desterrado a Bolivia, permaneciendo dos años en las montañas de Chiquitos, hasta que logró fugar. Reemprendió entonces su lucha contra Andrés de Santa Cruz y la Confederación Perú-Boliviana enrolándose en la Expedición Restauradora y actuando en las acciones de Portada de Guías, Buin y Yungay, donde fue elevado al grado de sargento mayor, en atención a su valor demostrado (1839).
Colaboró con el efímero gobierno del general Juan Crisóstomo Torrico y participó en la batalla de Agua Santa, el 17 de octubre de 1842, que puso fin a dicho régimen. A su solicitud pasó al retiro, pero a instancias de su hermano Juan Francisco volvió al ejército para servir esta vez al Directorio de Manuel Ignacio de Vivanco. Al estallar en el Sur la revolución encabezada por Domingo Nieto y Ramón Castilla marchó a combatirla, pero tras el adverso encuentro en San Antonio, el 28 de octubre de 1843, fue apresado y confinado en Tacna. Logró reincorporarse en Arequipa a las fuerzas de Vivanco, que fueron derrotadas definitivamente en la batalla de Carmen Alto, el 21 de julio de 1844.
Nuevamente fuera del ejército, el presidente Castilla autorizó su reinscripción en el servicio activo (1846). Obtuvo entonces los grados de teniente coronel (1848) y de coronel graduado (1851). Por apoyar al presidente José Rufino Echenique, hasta la batalla de La Palma, fue dado de baja una vez más por el nuevo régimen de Castilla (1855).
Gracias a una «ley de reparación», del 11 de abril de 1861, fue rehabilitado. Pero solo volvió al servicio cuando el país protestó por la firma del tratado Vivanco-Pareja. Secundó entonces, desde Chiclayo, la rebelión de Mariano Ignacio Prado y Pedro Diez Canseco contra el presidente Juan Antonio Pezet, cuya dimisión forzaron en 1865.
Fue ministro de Guerra y Marina durante el segundo interinato de Pedro Díez-Canseco, del 17 al 28 de noviembre de 1865, y participó, como comandante de la División del Sur, en el combate del 2 de mayo contra la flota española (1866). Por entonces ya tenía gran popularidad y se distinguió entre los opositores a la dictadura de Prado, que lo desterró a Chile.
Regresó al Perú en 1867 y encabezó un movimiento revolucionario contra el gobierno de Prado en Chiclayo, el cual encontró eco en Arequipa, donde se levantó el general Pedro Díez-Canseco. Ambos se negaron a jurar la nueva Constitución del año 1867 y proclamaron vigente la de 1860.
Prado, entonces, viajó al sur para sofocar la rebelión, pero ante la presión tanto de Balta como de Díez-Canseco, y la que el propio congreso ejercía desde Lima, tuvo que renunciar. La presidencia interina recayó, por tercera vez, en el veterano general Pedro Díez-Canseco.

## Rebelión en Chiclayo
Balta no aceptaba la Constitución Política del Perú de 1867 y eso fue el causante de su rebelión. El 22 de noviembre un grupo de personas se alzaron en contra del gobierno de Mariano Ignacio Prado y apoyaron a Balta nombrando a Chiclayo como “Provincia Litoral”. Luego se formó un grupo de 200 hombres entre chiclayanos y motupanos, que después de vitorear a Balta, fueron a atacar Lambayeque a las 5 a. m. del día 23 de noviembre. El coronel Bernal que estaba regresando de Trujillo (Perú) se enteró de lo sucedido y aprovechando que los chiclayanos estaban debilitados debido a que fueron separados en 2 grupos, atacó e hizo que los chiclayanos retrocedieran a la ciudad y fueron apresados y heridos algunos revolucionarios. Balta ingresó a Chiclayo al mediodía del 6 de diciembre. Balta tenía como secretario al gran Ricardo Palma que menciona a Balta en una de sus tradiciones y también estuvo como cronista de campaña a Carlos Augusto Salaverry. En los primeros 7 días desde que llegó Balta, este se encargó de atrincherar la ciudad, cercando así los lados este, sur y oeste de la ciudad; se cavaron trincheras a los alrededores de la ciudad y se eligió como cuartel general al colegio San José (instalaciones antiguas del colegio que se ubican al frente del parque principal de la ciudad y a lado de la antigua iglesia Matriz que actualmente ya no existe). El 12 de diciembre llegó el ministro de Guerra coronel Mariano Pío Cornejo y su batallón de casi un millar de soldados que ocuparon la parte sur de la ciudad y al día siguiente pidieron la rendición de los rebeldes y ante la negativa, procedieron a bombardear la ciudad. Durante los siguientes días, hubo una lucha en los frentes, sin embargo los gobernistas no podían vencer a los rebeldes y así fueron pasando varios hombres a las filas de Balta. Murieron más de 80 rebeldes durante esos días y 8 civiles: otros civiles apoyaron a la causa con la entrega de mulas, burros, pólvora y plomo que habían llegado. La Navidad de 1867 fue la más negra que se haya pasado en Chiclayo, pues la lucha seguía en los frentes de la "Verónica". Los primeros días de enero de 1868 siguió las luchas en las cuales ganaban los chiclayanos por la astucia de Balta y el 7 de enero de 1868, el coronel Pio Cornejo ingresó a la ciudad con destino al parque principal, pero cuando llegaron al parque un disparo de cañón fue el aviso de ataque, de los techos de las casas de ambas calles y del contorno del parque salieron los baltistas abriendo fuego cruzado, produciendo en el bando contrario 190 muertos, 180 heridos y 130 prisioneros; los baltistas fueron hacia el cuartel de Pío Cornejo, al no encontrarlo, como represalia, quemaron el molino Solf.
Luego de la victoria, Balta emocionado se dirigió al pueblo y dijo: “Amigos la redención de la patria es vuestra obra, ella también está obligada a recompensar dignamente vuestra abnegación. Pocos días más y a vosotros deberá la República su libertad y el restablecimiento del principio legal, porque la victoria no abandona nunca a un puñado de valientes que han salido a inmortalizar hoy el nombre de Chiclayo”. Así es como el pueblo chiclayano le pide al coronel Balta que construya en la ciudad una iglesia que sea más hermosa e imponente que la iglesia de San Pedro (Lambayeque) y el honorable Balta cumplió su palabra y en su gobierno inició la construcción de la Catedral de Chiclayo
El resultado de esta rebelión fue de 576 muertos, 346 heridos, 415 casas destruidas por lo tanto igual número de familias damnificadas, el costo monetario en reparaciones ascendió a 136,000.00 pesos.
Finalmente, Balta entra a Lima el 29 de enero y convoca elecciones, asumiendo así la presidencia el 2 de agosto de 1868.

## Elecciones presidenciales de 1868
Antes de cumplirse el primer mes de su mandato provisorio,  el 6 de febrero de 1868, Díez-Canseco convocó a elecciones presidenciales, en las que Balta participó, con su aureola de «héroe de Chiclayo». Otras candidaturas fueron la de Manuel Toribio Ureta, que representaba a los liberales, y la de  Manuel Costas. El Congreso, al hacer el escrutinio de los sufragios emitidos por los colegios electorales, dio validez a 3864 de los cuales 3168 favorecían a Balta, 384 a Costas, 153 a Ureta, y el resto a diversos candidatos. El Congreso sancionó la nominación de Balta, cuyos vicepresidentes electos fueron el coronel Mariano Herencia Zevallos y el coronel Francisco Diez-Canseco. En aquellas elecciones, Balta también fue elegido diputado por la entonces provincia liberteña de Chiclayo.

## Presidente de la República (1868-1872)

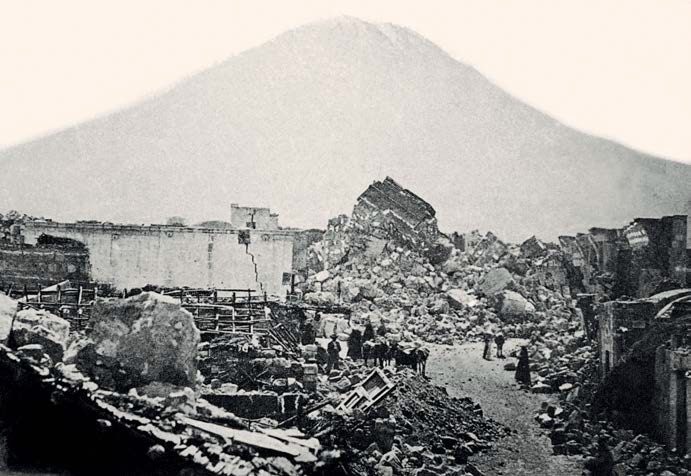
Fotografía de la época que muestra a un sector de la ciudad de Arequipa devastada por el terremoto de 1868.

José Balta se ciñó la banda presidencial el 2 de agosto de 1868. Desde el primer momento señaló que era prioritario buscar la alianza entre el Ejecutivo y el Legislativo, lograr el equilibrio entre los ingresos y egresos de la Nación, reformar el sistema aduanero y promulgar la ley de los ferrocarriles. Políticamente buscó la unidad de todos los peruanos, decretando la amnistía general e invitando a personajes capacitados a colaborar en su gobierno. Tuvo sin embargo, que enfrentar el inicio de una grave crisis económica y financiera, derivada sobre todo de la mala manera como se negociaba el guano, la principal fuente de recursos del Estado desde la década de 1850.
Once días después de asumir el poder, el 13 de agosto, tuvo que afrontar las consecuencias del pavoroso terremoto del sur del Perú, que ocasionó la destrucción total de Moquegua, Arequipa, Tacna, Iquique; un maremoto arrasó los puertos de Arica, Mollendo e Islay. Frente a Arica se hundió la corbeta América, recientemente adquirida, pereciendo su capitán Mariano Jurado de los Reyes y el resto de sus tripulantes.

### Gabinetes ministeriales
Su primer gabinete estuvo presidido por Pedro Gálvez Egúsquiza, hermano del héroe del Dos de Mayo, a la vez ministro de Gobierno. Lo integraban: José Antonio Barrenechea (Relaciones Exteriores); Francisco García Calderón (Hacienda); el coronel Juan Francisco Balta, hermano del presidente (Guerra); y Luis Benjamín Cisneros (Justicia e Instrucción). Tras la renuncia de García Calderón, a principios de 1869, asumió la cartera de Hacienda el entonces joven comerciante y licenciado en Letras, Nicolás de Piérola, quien llevó adelante el contrato Dreyfus.
El siguiente gabinete lo presidió Juan Francisco Balta (1869-1871), que renunció debido a la crisis suscitada por la firma del Contrato Dreyfus. Lo sucedió el gabinete presidido por el general José Allende, el antiguo ministro de Pezet, que duró hasta fines de 1871. El último gabinete de Balta fue el encabezado por José Jorge Loayza, en el que figuraba el coronel Tomás Gutiérrez como ministro de Guerra.

### La crisis económica

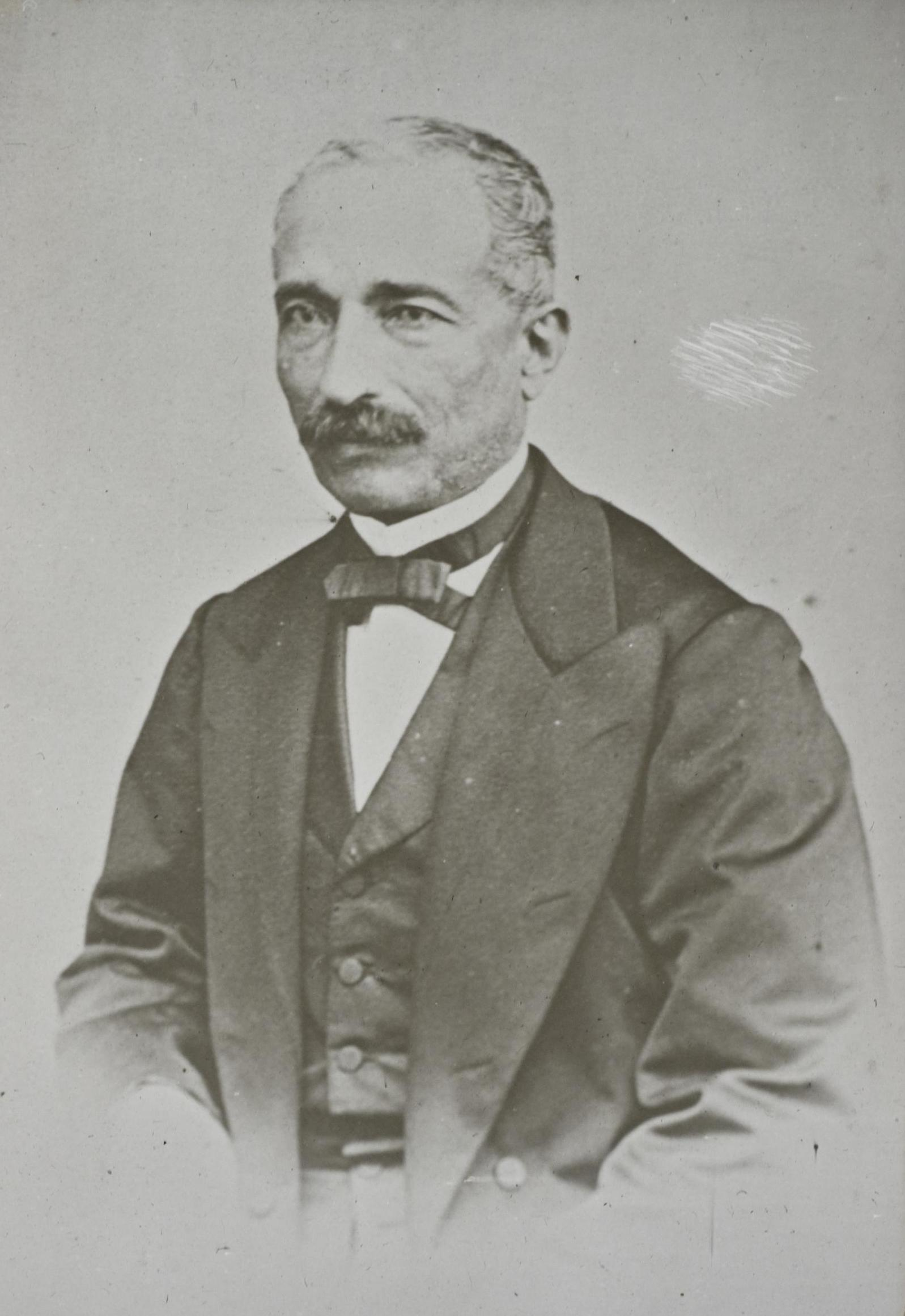
José Balta, presidente del Perú

Desde hacía tiempo toda la hacienda pública se basaba en el sistema de la consignación del guano. Por este sistema el Estado contrataba con los llamados consignatarios, para que vendieran al extranjero cierta cantidad de guano; los consignatarios cobraban por ello una comisión y luego entregaban al Estado el producto de su venta. Pero, por lo general, estos consignatarios daban cuenta con retraso de las ventas del guano, debido a la baja de su precio en los mercados europeos: ocurría que especulaban con los cargamentos y los almacenaban en los puertos de Europa, esperando el mejor momento para la venta del guano. De esa manera el Estado no recibía puntualmente sus pagos, viéndose impedido de programar sus gastos. Asimismo, ante la crisis que empezó a partir de la década de 1860, el Estado empezó a solicitar préstamos a los consignatarios, que estos otorgaron con intereses usurarios del 2 hasta el 3 por ciento mensuales. En resumen, el fisco se había convertido en prisionero de los consignatarios.
Urgía pues, tomar una decisión radical: quitarles el negocio del guano a los consignatarios y discutir nuevas condiciones con quien ofreciera mejores dividendos para el Perú.
Al iniciarse el gobierno de Balta, el ministro de Hacienda Francisco García Calderón (el futuro presidente bajo la ocupación chilena) examinó la situación: las arcas fiscales estaban vacías, no se podían atender con puntualidad el pago de sueldos y pensiones, y calculaba en 19.000.000 de soles el déficit presupuestal de 1868-69. En otras palabras: el país se hallaba al borde de la bancarrota.

### El Contrato Dreyfus

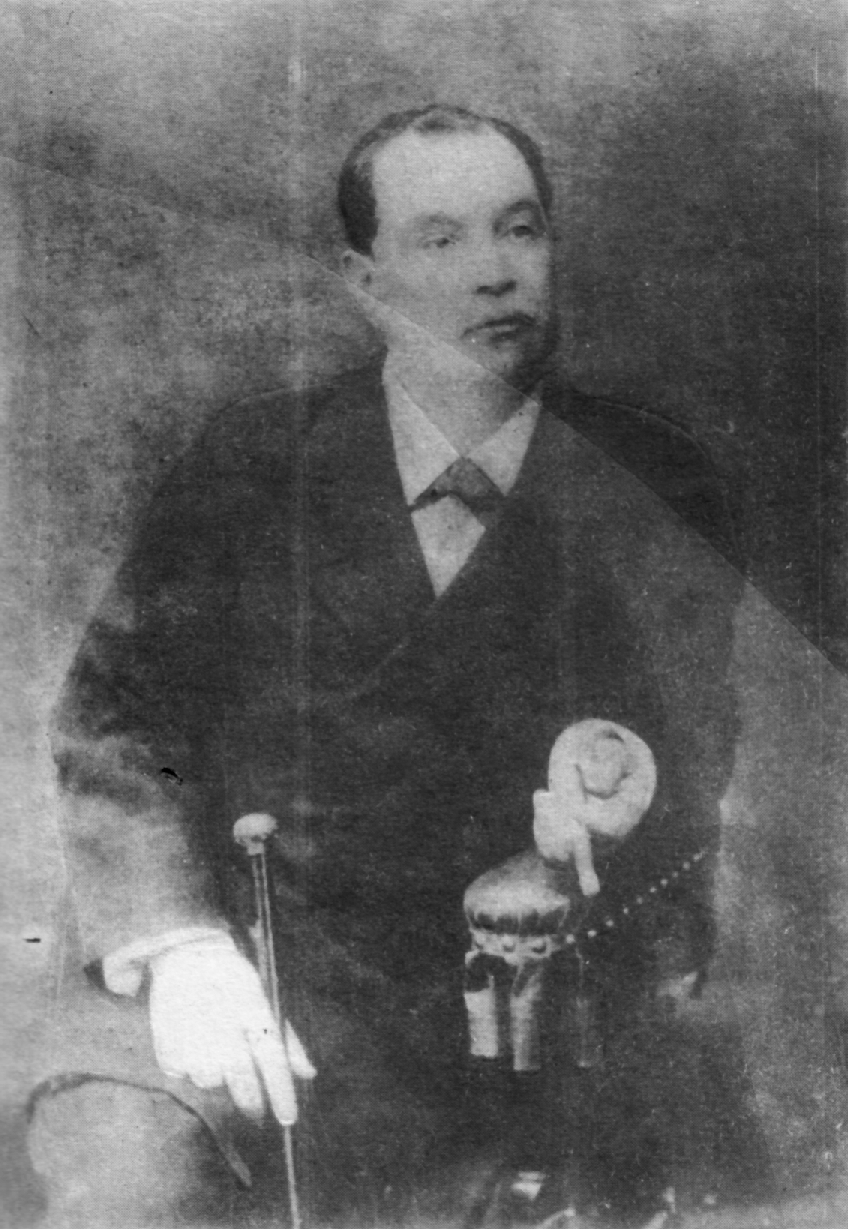
Auguste Dreyfus, titular de la Casa Dreyfus & Hnos.

El presidente José Balta, para salir de tamaña crisis económica, nombró el 5 de enero de 1869 como ministro de Hacienda a Nicolás de Piérola, entonces un desconocido joven ex seminarista, que durante el gobierno de Pezet había incursionado en el periodismo y que había egresado recientemente de la Facultad de Derecho.
Piérola pidió al Congreso de la República una amplia autorización para que el Poder Ejecutivo procurara los fondos necesarios para salvar el déficit del presupuesto general de la República.  Esta autorización le fue concedida el 25 de enero de 1869. En virtud a ello, por decreto del 27 de marzo Piérola fijó las bases para negociar directamente (sin consignatarios) la venta del guano al extranjero, en un volumen que bordeaba los dos millones de toneladas métricas. Los comisionados del gobierno Toribio Sanz y Juan Martín Echenique se encargaron de presentar las bases de un contrato guanero en los mercados europeos, para que las empresas interesadas lanzaran sus propuestas. La propuesta de la casa judío-francesa Dreyfus Hnos. y Cía. resultó la ganadora.
El contrato entre los representantes del estado peruano y la casa Dreyfus se suscribió en París, el 5 de julio de 1869 y fue aprobado por el gobierno peruano el 17 de agosto, aunque con algunas mejoras.
Las principales cláusulas del contrato eran las siguientes:
1. La Casa Dreyfus Hnos. se comprometía a adquirir el guano al término de los contratos con los consignatarios, en un volumen de dos millones de toneladas.
2. Mientras tanto, Dreyfus adelantaría al Gobierno la suma de 2 millones de soles en dos mensualidades (esta suma fue, luego, elevada a 2.4 millones).
3. En los meses sucesivos, Dreyfus se comprometía a entregar 700 000 soles cada mes hasta marzo de 1871.
4. Dreyfus se encargaría de cubrir los pagos de la deuda externa, que ascendía a 5 millones de soles al año.
5. Para todos los casos de pagos e inversiones se establecían los intereses y primas del caso.
6. Dreyfus tendría el comercio del guano para los mercados de Mauricio, Europa y sus colonias (a excepción de Cuba y Puerto Rico).
7. El precio de venta del guano a Dreyfus quedó señalado dándose un tipo único de S/. 36.50 por tonelada, en vez de S/. 31.00 por tonelada pactada con los consignatarios en mayo de 1869.

En teoría, este contrato era sumamente ventajoso para el Perú. El Estado ya no debía preocuparse por los incumplimientos de los consignatarios, podía equilibrar su presupuesto y programar sus gastos, y para mayor ventaja, se olvidaba del problema de la deuda con los tenedores de bonos británicos.
No obstante lo dicho, el contrato originó una tremenda polémica en el Perú. Los capitalistas locales o consignatarios llevaron el caso ante la Corte Suprema, acusando al gobierno de haber infligido contra ellos un despojo y exigieron a su favor el derecho de «retracto», esto es, el de sustituirse en igualdad de condiciones a Dreyfus en el contrato. La Corte Suprema falló a favor de los consignatarios (26 de noviembre), pero el Poder Ejecutivo consideró que era el Congreso quien debía tener la decisión final. Luego de un vivísimo debate parlamentario, las dos cámaras aprobaron el contrato, quedando legalmente anulado el fallo de la Corte (11 de noviembre de 1870). Todo quedó así allanado para poner en ejecución el contrato.

### Los grandes empréstitos

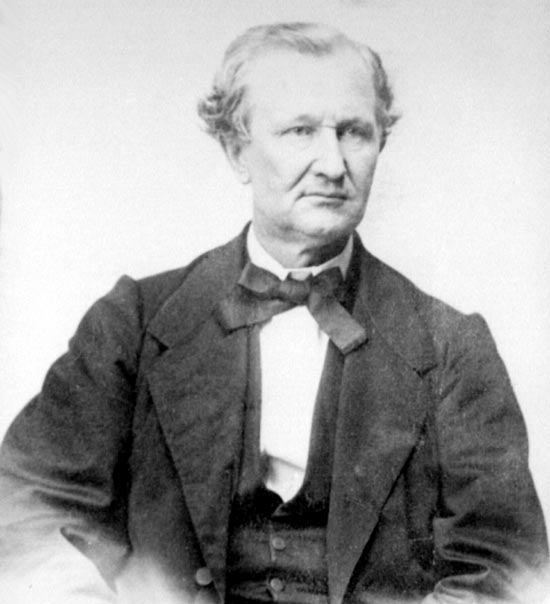
Henry Meiggs, ingeniero estadounidense que fue el constructor de los grandes ferrocarriles de penetración en el Perú.

Con el contrato Dreyfus, creía el gobierno haber salvado al país de la bancarrota, así como haber introducido un acertado sistema en la hacienda pública. La siguiente preocupación fue buscar fondos para la construcción de ferrocarriles y otras obras públicas, base del progreso, como se creía entonces. Se recurrió entonces a los grandes empréstitos, siendo usada como garantía la venta del guano, cuyo agotamiento se calculaba muy lejano.
El 19 de mayo de 1870 el gobierno contrató en París, con la Casa Dreyfus Hnos. y Cía., un empréstito por 59 600 000 soles, destinado para la construcción de vías férreas de penetración, quedando afectadas todas las rentas públicas y en especial las de aduanas, y la propiedad de los ferrocarriles en construcción. Alentado por el éxito de este préstamo, el Congreso autorizó al gobierno contratar un nuevo empréstito por 15 000 000 de libras esterlinas (75 000 000 soles), de las cuales 13 000 000 se dedicarían a la construcción de otros ferrocarriles y el resto a irrigaciones de la costa. Este segundo empréstito fue pactado en Lima, también con la Casa Dreyfus, el 7 de julio de 1871, pero solo fue aprobado en 1872.
Estos empréstitos, si bien inyectaron al país de grandes capitales y provocaron un período de prosperidad, a la larga resultaron nefastos al estar a cuenta de ingresos futuros, que no llegarían a cubrirse, debido a la baja del precio del guano y a la crisis mundial. Los ferrocarriles, cuyo rendimiento, en teoría, debía cubrir sus gastos, no resultaron ser tan productivos; muchos no se terminaron y otros se dañaron. Todo lo cual desembocó en un gran aumento de la ya enorme deuda pública, y la subsiguiente bancarrota, que ocurriría poco después.

## Obras

### Los ferrocarriles

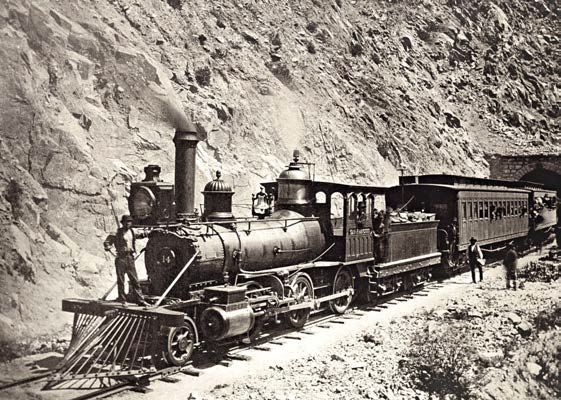
El ferrocarril central de Lima a La Oroya fue la mayor obra de ingeniería realizada en dicha época.

Mediante los grandes empréstitos obtenidos en Europa, Balta financió la construcción de ferrocarriles de penetración de la costa a la sierra, así como otros longitudinales, vías de comunicación que entonces eran vistas como una importantísima herramienta del progreso pues permitían transportar rápidamente las riquezas explotadas así como la comunicación con las distintas regiones. La construcción de las más importantes de estas vías férreas fue encomendada al ingeniero estadounidense Enrique Meiggs, que ya había hecho anteriormente obras similares en Chile. Esta red ferrocarrilera se convirtió en uno de los principales legados del gobierno de Balta, pues si en el año 1861 el Perú contaba con una red ferrocarrilera de 90 kilómetros, en 1874 esta tenía 947 kilómetros.
Los ferrocarriles que se realizaron entonces, se culminaron o fueron iniciados fueron los siguientes:
1. El de Mollendo a Arequipa, iniciado en el tercer interinato de Pedro Díez Canseco. Fue inaugurado el 1 de enero de 1871.[24]
2. El de Lima a Ancón, que fue abierto al público en abril de 1870. Poco después, en el mismo año se inauguró la sección Ancón-Chancay. En el gobierno siguiente se continuaría la línea hasta Huacho.[25]
3. El de Lima a La Oroya, o Ferrocarril Central del Perú, fue un gigantesco proyecto de penetración a través de la cordillera, ideado por Meiggs. Se inició el 1 de enero de 1870; su primer tramo, entre Lima y San Bartolomé, de 76 km, fue entregado al tráfico el 15 de febrero de 1871. Sería continuado por sucesivos gobiernos hasta su culminación. Se trata de una colosal obra de ingeniería, que sube a una altura de 4.800 m s. n. m. y en cuya construcción trabajaron unos 10 000 obreros, la mayoría coolíes (chinos), y el resto peruanos y chilenos.[26] Muchos de estos operarios murieron víctimas de las enfermedades endémicas, como la verruga, llamada también enfermedad de Carrión y promovieron incidentes de carácter laboral.[27]
4. El de Arequipa a Puno, iniciado en 1870, se terminaría en 1874.[28]
5. El de Juliaca a Cuzco, iniciado en 1872, pero suspendido en 1875.[29]
6. El de Ilo a Moquegua, iniciado en 1871 y concluido en 1873. Destruido por los chilenos durante la guerra del Pacífico, sería reconstruido en 1907.[29]
7. El de Pisco a Ica, inaugurado en 1871.[25]
8. El de Salaverry a Trujillo.[30]

### Progreso urbano en Lima y Callao

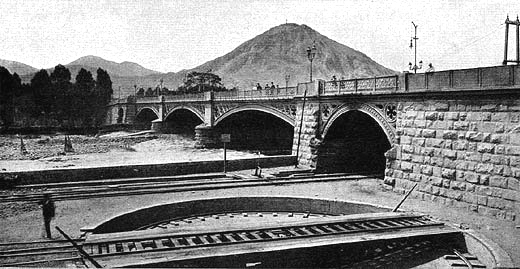
El Puente Balta o Puente Fierro, sobre el río Rímac.

- Se derribaron las antiguas murallas coloniales de Lima, para permitir que la ciudad se expandiera, especialmente hacia el sur, de acuerdo a un plan trazado por Meiggs. El plan era urbanizar las zonas situadas entre Lima-Chorrillos y Lima-Callao, sueño que solo se haría realidad a partir de la década de 1920.[31]
- Se instalaron en Lima canales de desagüe profundos y cubiertos, en reemplazo de las acequias descubiertas.[32]
- Se construyó el Puente de Fierro o Puente Balta sobre el río Rímac, para unir el barrio del Rímac con el Cercado de Lima, que hasta hoy permanece en uso. Se trata de una estructura conformada por arcos de hierro fundido, cuya obra se encargó en Francia, para luego ser trasladada al Perú y armada sobre pilares de piedra.[32][33]
- Se fundó el barrio de La Victoria (hoy distrito), en la huerta que fuera de propiedad de la familia Echenique, en el sureste de Lima.[32]
- Se inició la construcción del Muelle y Dársena del Callao.[34]
- Se construyó la carretera Lima-Callao y Lima-Huacho.[32]
- Se construyó el Hospital Dos de Mayo, con fondos provenientes de la Sociedad de Beneficencia Pública de Lima. Sería culminado en el gobierno siguiente e inaugurado en 1875.[35]
- Se construyó el Palacio de la Exposición, entonces en las afueras de Lima y actualmente Museo de Arte de Lima.[36] Se ordenó su construcción en 1869, iniciándose la misma en enero de 1870 e inaugurándose el 1 de julio de 1872. En este edificio, rodeado de vistosos jardines, se realizó la primera Gran Exposición Nacional, para mostrar el grado de progreso material al que había llegado el Perú. Allí se exhibió el cuadro del pintor Luis Montero, Los funerales de Atahualpa, y el famoso reloj de Pedro Ruiz Gallo.[37] Este último aparato era muy ingenioso y causó gran admiración entre los limeños: señalaba las horas, los minutos, los segundos, las semanas, los años, los siglos, las fases de luna; a las cinco de la mañana izaba el pabellón, y a las cinco de la tarde lo arriaba; tocaba el himno nacional; mostraba a horas determinadas diversos cuadros que representaban hechos cruciales de la historia peruana. Los chilenos, durante la guerra de Pacífico, lo desarmaron y se lo llevaron a su país como botín de guerra, aunque nunca consiguieron ponerlo en funcionamiento, pues algunas piezas importantes fueron retiradas por Ruiz Gallo antes de consumarse el pillaje.[38]

### Obras públicas en provincias
- Se dotó de agua potable a Pisco.[39]
- Se fundaron nuevas poblaciones: Ancón, al norte de Lima; el puerto de Salaverry, en la antigua Garita de Moche; el puerto de Mollendo, en el sur; la nueva ciudad de Moquegua en el lugar llamado Alto de Villa; y La Merced, en Chanchamayo.[40] Cabe señalar que a partir de entonces se produjo el despegue de Ancón como balneario de moda, siendo elegida por el mismo presidente Balta como residencia de verano.[2]
- Se creó la provincia litoral de Tarapacá, en el extremo sur del país, que entonces colindaba con Bolivia.[2]
- Por ley del 21 de septiembre de 1868 se ratificó el decreto del 7 de febrero de 1866 (de la dictadura de Prado) que creaba el departamento de Loreto.[39]
- Se extendieron las vías telegráficas a las capitales de los departamentos.[41]
- Se continuó la construcción del canal de Uchusuma en Tacna.[39]
- Se inició la construcción de la Catedral de Tacna, según planos del ingeniero francés Alexandre Gustave Eiffel[39] y se mandó fabricar la pila que adorna la plaza de la misma ciudad.
- Balta ordenó la construcción de la Catedral de Chiclayo con los planos de la Rosa Meridionale del ingeniero francés Alexandre Gustave Eiffel en agradecimiento por el gran apoyo que obtuvo por parte de los chiclayanos en su revolución de 1867.

### Aspecto educacional y cultural
- Se reformó la Escuela de Artes y Oficios, cuya dirección fue encomendada a Manuel de Mendiburu.[42]
- Se fundó la Escuela de Agricultura (1869).[43]
- Se estableció la Escuela Naval a bordo de vapor transporte Marañón (1870).[43]
- Se contrató al químico francés Pedro Le Blanc para que enseñara química en la Universidad de San Marcos (1871).[44]
- Se creó Consejo Superior de Instrucción Pública.[27]
- Se promulgó la ley de patentes de invención.[27]
- Se publicó los Comentarios al Código Civil de Toribio Pacheco y Rivero.[27]
- El Estado adquirió los objetos que habían pertenecido al sabio italiano Antonio Raimondi.[27]
- Se creó en el Callao el Colegio Nacional Dos de Mayo.

Por esa época, Mariano Felipe Paz Soldán escribía su Historia del Perú Independiente,  y en el campo de la literatura se hallaba en auge la poesía romántica y postromántica de Ricardo Palma, de Carlos Augusto Salaverry, de Juan de Arona y de Luis Benjamín Cisneros, por citar solo a los más representativos autores.

### Política armamentística
Balta, por su condición de militar, fue un presidente muy preocupado por la Marina de Guerra. Durante su mandato se repararon el monitor Huáscar, la fragata Independencia, y otros buques, así como se retubaron las calderas de los monitores Manco Cápac y Atahualpa, que el gobierno de Mariano Ignacio Prado había adquirido. Dicho sea de paso, la llegada de estos monitores al Callao, desde la costa atlántica de Estados Unidos y vía el estrecho de Magallanes, constituyó una verdadera hazaña de los marinos peruanos. Todos los trabajos se realizaron en la Factoría Naval de Bellavista, la mejor de Sudamérica entonces (antecesora del SIMA.)
Al enterarse de que Chile había contratado en Inglaterra la construcción de dos poderosos buques blindados, Balta se reunió con su consejo de ministros el 14 de febrero de 1872 y acordó la construcción de dos buques de mayor poder que los encargados por el país del sur. El comandante Manuel Ferreyros fue comisionado a Inglaterra para negociar la contratación de los dos blindados peruanos. Sin embargo, esta operación se frustró al negarse la Casa Dreyfus a proporcionar los fondos necesarios. No obstante, Balta, consciente del peligro que entrañaba la superioridad naval de Chile, insistió en las negociaciones, hasta poco antes de su trágica muerte. Si bien estas continuaron, ya no tuvieron el impulso que Balta les había dado, siendo finalmente suspendidas por el gobierno de su sucesor Manuel Pardo y Lavalle (civil que sentía animadversión hacia el militarismo), arguyendo la severa crisis económica que atravesaba el país. De las negociaciones de Balta solo se concretaron la adquisición de las dos cañoneras, que fueron la Chanchamayo (naufragada en 1876 en Punta Aguja) y la Pilcomayo, que tendría una destacada participación en la Guerra del Pacífico.

### Relaciones internacionales
- En 1870 se produjo un grave incidente en la frontera con Bolivia, país que era gobernado entonces por Mariano Melgarejo, uno de los «tiranos bárbaros». Sucedió que un grupo de bolivianos cruzaron la frontera para utilizar el territorio peruano como punto de partida de una rebelión contra Melgarejo. Este mandó a uno de sus lugartenientes al frente de una expedición para capturar a los rebeldes bolivianos, violando así suelo peruano, a lo que se sumó una serie de tropelías cometidas contra los pobladores peruanos. El gobierno de Balta protestó enérgicamente y concentró tropas en la frontera. Melgarejo, muy conocido por su odio al Perú, finalmente recapacitó y se avino a dar las satisfacciones exigidas.[47]
- El Perú brindó su apoyo a la lucha del pueblo cubano contra el dominio español, reconociendo su independencia y a su gobierno republicano, siendo el primer país en hacerlo (13 de agosto de 1869). Muchos voluntarios peruanos, como Leoncio Prado y su hermano Grocio Prado (hijos del expresidente Mariano Ignacio Prado), viajaron a luchar por la independencia cubana, aunque por entonces esta no pudo concretarse.[48]

## Elecciones de 1872, golpe de Estado y asesinato

### Elecciones presidenciales de 1872
En 1871, con las elecciones ya muy cercanas, comenzaron los rumores de que Juan Francisco Balta, hermano del jefe de Estado y primer ministro en ese entonces, postularía a la presidencia. Sin embargo, por consejo de Nicolás de Piérola, esto no ocurrió. Balta, entonces, decidió apoyar la candidatura del expresidente José Rufino Echenique.
Los contendores de Echenique fueron Manuel Toribio Ureta, en ese entonces fiscal supremo y que nuevamente postulaba a la presidencia como líder de los liberales; y Manuel Pardo y Lavalle, exalcalde de Lima y líder del Partido Civil, recientemente fundado como respuesta al predominio militar en la política peruana. Pardo no tardó en demostrar su arraigo popular: el 6 de agosto de 1871 logró congregar en la plaza de Acho a 14 000 ciudadanos, número muy apreciable para la época.
En las elecciones primarias (o elecciones de los Colegios Electorales) del 15 de octubre de 1871, los electores civilistas obtuvieron la mayoría. Lo que obligó a Ureta a declinar su postulación. Balta decidió entonces auspiciar una candidatura de conciliación nacional en la persona del jurista Antonio Arenas, viéndose Echenique obligado a renunciar para ceder espacio al nuevo candidato. Pero ya era demasiado tarde. Tras una campaña arrolladora, Pardo triunfó en las elecciones de 1872, siendo así erigido como el primer presidente civil de la historia de la República del Perú, elegido en elecciones democráticas.

### Golpe de Estado de los Gutiérrez

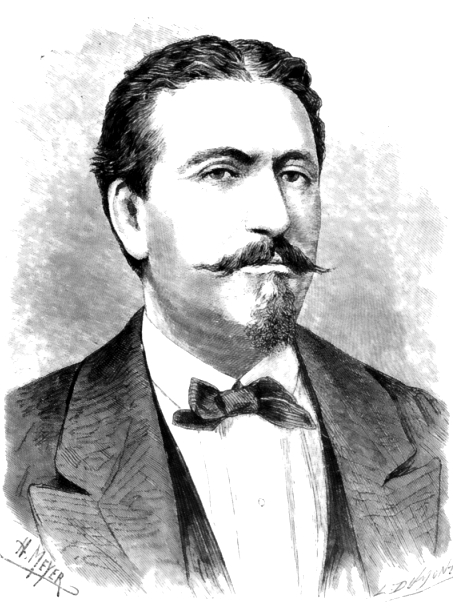
El coronel Tomás Gutiérrez.

La elección de Pardo trajo preocupación en algunos sectores del ejército, que temieron perder los privilegios que hasta entonces gozaban. Los más ambiciosos y turbulentos de los oficiales eran los coroneles Gutiérrez, cuatro hermanos de nombres Tomás, Silvestre, Marceliano y Marcelino. El mayor, Tomás Gutiérrez, era entonces ministro de Guerra. Los demás tenían a su mando importantes batallones acantonados en la capital. Aunque José Balta fue tentado para anular las elecciones y perpetuarse en el poder, desistió de hacerlo.
El 22 de julio de 1872, Silvestre Gutiérrez, a la cabeza de dos compañías del batallón «Pichincha», penetró en el Palacio de Gobierno y apresó al presidente Balta. Enseguida fue a la plaza de Armas, donde se hallaba su hermano Marceliano al mando del batallón «Zepita»; ambos declararon destituido al presidente Balta y proclamaron a Tomás Gutiérrez como General del Ejército y Jefe Supremo de la República.  Por influencia de Miguel Grau Seminario y Aurelio García y García, los dos marinos más sobresalientes de la época, la Marina no prestó su apoyo a la rebelión de Tomás Gutiérrez, y tampoco reconoció su gobierno.  El Congreso, reunido en emergencia bajo la presidencia de José Rufino Echenique, declaró ilegal al levantamiento de los Gutiérrez. La soldadesca desalojó a culatazos a los senadores y diputados del palacio legislativo. Asimismo, se inició una violenta persecución contra los civilistas, viéndose obligado Pardo a hacerse a la mar y trasladarse al puerto de Pisco.

### Asesinato

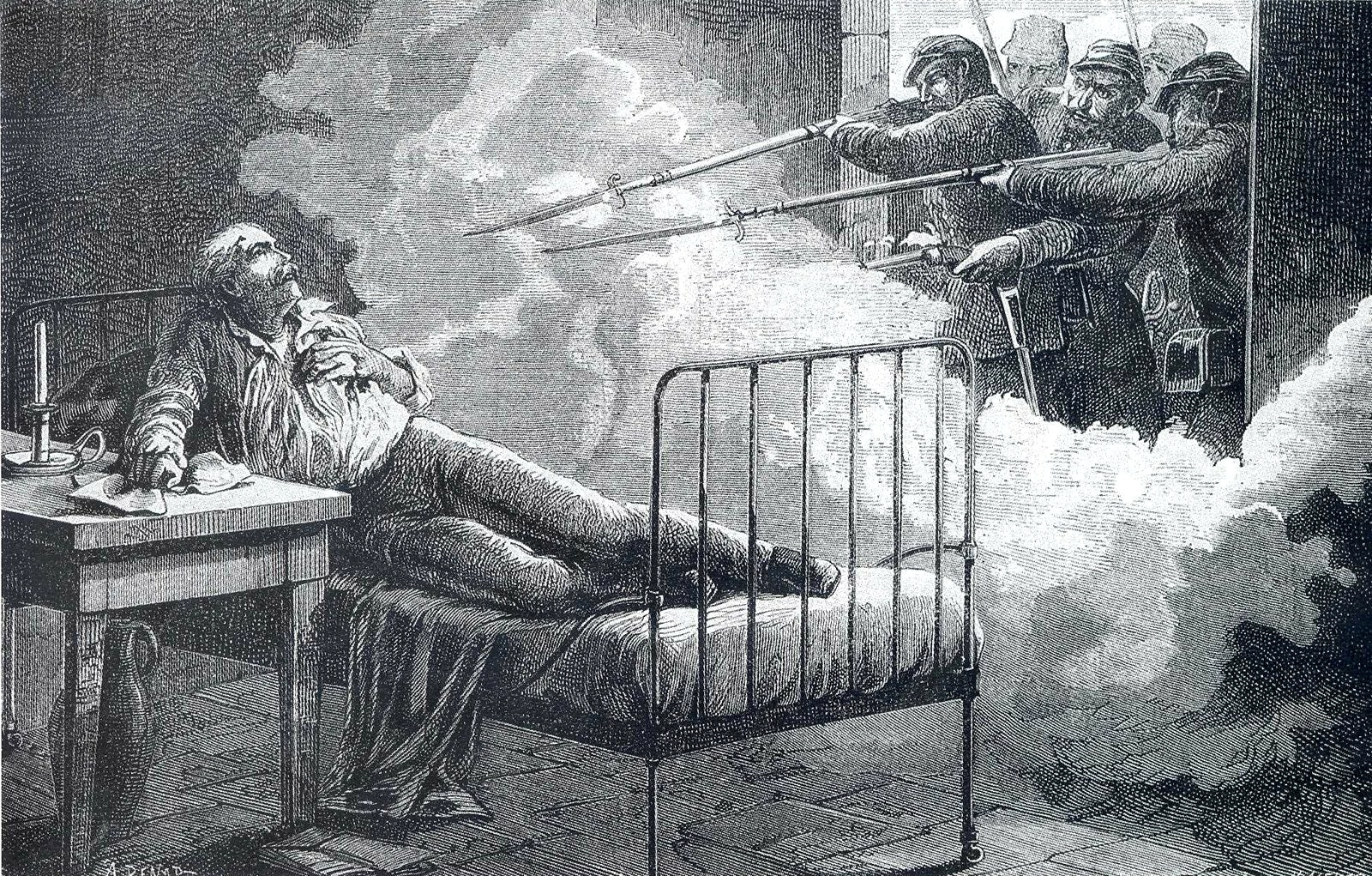
Asesinato de José Balta, según un grabado de la época.

El pueblo de Lima también mostró su desacuerdo contra el golpe militar, y uno de los hermanos conspiradores, Silvestre Gutiérrez, murió en la mañana de 26 de julio en una de las muchas escaramuzas que ocurrieron en la capital. Se dijo entonces que en represalia, Marceliano, el más brusco e ignorante de los hermanos, ordenó la muerte del presidente Balta, quien se hallaba recluido en el cuartel de San Francisco; tal orden se cumplió mientras Balta se hallaba descansando en su lecho, después de haber almorzado. Los que ejecutaron este crimen fueron el mayor Narciso Nájar, el capitán Laureano Espinoza y el teniente Juan Patiño, según se comprobó en el juicio posterior; ellos dijeron haber cumplido órdenes de Marceliano, aunque es probable que mintieran para atenuar en algo su responsabilidad. Otra posibilidad es que fuera una venganza personal: uno de los asesinos, el de apellido Nájar, había sufrido tiempo atrás la pena de azotes, por orden del mismo Balta, entonces su oficial superior en el ejército, como castigo por un acto de indisciplina.
La noticia de la muerte del presidente causó tremenda conmoción entre la población limeña, que no descansó hasta hacer justicia con sus manos. Tomás Gutiérrez, que se refugió en una botica del jirón de la Unión, fue capturado y linchado, siendo su cadáver arrastrado y mutilado, víctima de la furia popular. Por su parte, Marceliano Gutiérrez fue rodeado en el Callao y murió combatiendo. Los cadáveres de Silvestre y Tomás fueron colgados desnudos en las torres de la Catedral; luego fueron arrojados a una hoguera encendida en el atrio del mismo edificio, sumándose horas después el cadáver de Marceliano, traído a rastras luego de ser desenterrado del cementerio del Callao. Solo logró escapar Marcelino Gutiérrez, quien tiempo después se reivindicó peleando en la guerra con Chile.